# Гзіра Юнайтед
ФК «Гзіра Юнайтед» (мальт. Gżira United Football Club) — мальтійський футбольний клуб з міста Гзіра, заснований у 1947 році. Виступає у Прем'єр-лізі. Домашні матчі приймає на Національному стадіоні в Та-Калі, потужністю 17 797 глядачів.

## Історія
20 липня 2023 року Гзіра та Гленторан встановили новий рекорд єврокубків, реалізувавши 27 післяматчевих пенальті. Загалом команди у другому матчі першого раунду Ліги конференцій пробили 28 одинадцятиметрових ударів. Гзіра перемогла по пенальті 14:13.

## Титули і досягнення
- Бронзовий призер Чемпіонату Мальти (4): 2017-18, 2018-19, 2020-21, 2022-23